# Балюх Василь Олексійович
Васи́ль Олексі́йович Ба́люх (нар. 14 червня 1951, с. Дітківці Зборівського району Тернопільської області) — український фотохудожник, ілюстратор книг, кінотелеоператор. Член Спілки фотохудожників України (1994). 1-е місце на Міжнародному фотоконкурсі (Німеччина, країни СНД, Ізраїль, 2001).

## Життєпис
Працював у редакціях районних газет у Бережанах, Зборові та Гусятині (1970—1972), майстром-викладачем ПТУ облпобутуправління, завідував обласним клубом-лабораторією кіноаматорів Тернопільщини, телеоператором Тернопільського телерадіомововного об'єднання, фотокореспондент журналу «Тернопіль» і газети «Ровесник» (Тернопіль).
Нині — фотокореспондент журналу «Людина і світ», позаштатний фотокореспондент газети «Сільські вісті».
Член журі обласного конкурсу авторських фотографій юних аматорів Тернопілля «Ми — в Україні і Україна — в нас».

## Доробок
Проілюстрував фотографіями «Географічну Енциклопедію України» (1-3 томи, 1989—1993).
Ілюстратор путівників у видавництвах Львова, Києва, Тернополя:
- «Подорож у казку» В. Радзієвського (1984),
- «Кременець» Г. Чернихівського (1987),
- «Тернопіль. Що? Де? Як?» І. Дуди і Б. Мельничука (1989),
- «Церква св. Парасковії у Горошовій» І. Мороза (2002) та інші.

фотоальбоми
- «Тернопіль» (К., 1996),
- «Україна» (К., 1999),
- «Храми України» (К., 2000)
- «Картинна галерея Тернопільського музею» І. Ґерети (1981),
- «Хоростківський дендропарк» (1988) В. Корчемного
- «Бучач» (2016, до «Днів Пінзеля») та інші;

настінні календарі «Мальовнича Україна».
Автор поштівок про Тернопіль, Зарваницю (2000—2003) та інші; серії календариків (1998—2003).
Кінооператор фільмів про природу Поділля:
- «Отчий край»,
- «Заповідними стежками» (зберігається у ДАТО).